# Tokarëvka
Tokarëvka è una cittadina della Russia europea centrale, situata nella oblast' di Tambov; appartiene amministrativamente al rajon Tokarëvkskij, del quale è il capoluogo.